# Броніславув (Жирардовський повіт)
Броніславув (пол. Bronisławów) — село в Польщі, у гміні Мщонув Жирардовського повіту Мазовецького воєводства.
Населення — 61 особа (2011).
У 1975—1998 роках село належало до Скерневицького воєводства.

## Демографія
Демографічна структура станом на 31 березня 2011 року:
|          | Загалом | Допрацездатний вік | Працездатний вік | Постпрацездатний вік |
| -------- | ------- | ------------------ | ---------------- | -------------------- |
| Чоловіки | 34      | 8                  | 22               | 4                    |
| Жінки    | 27      | 3                  | 16               | 8                    |
| Разом    | 61      | 11                 | 38               | 12                   |